# ألكساندر غيماريش
ألكساندر غيماريش (مواليد 7 نوفمبر 1959) هو لاعب كرة قدم. يلعب مع منتخب كوستاريكا لكرة القدم. سبق له أن لعب في كأس العالم لكرة القدم مع منتخب بلاده.

## روابط خارجية
- ألكساندر غيماريش على موقع الاتحاد الدولي (مؤرشف)  (الإنجليزية)
- ألكساندر غيماريش على موقع قاعدة بيانات كرة القدم.إي يو (الإنجليزية)
- ألكساندر غيماريش على موقع ناشيونال فوتبول تيمز (الإنجليزية)